# ويليام جارفيس
ويليام جارفيس (بالإنجليزية: William Jarvis)‏ هو سياسي أسترالي، ولد في 1 أكتوبر 1871، وتوفي في 15 أغسطس 1939. انتخب عضو مجلس نواب تسمانيا.